# Брати Мауглі
«Брати Мауглі» (англ. Mowgli's Brothers) — перше з оповідань Редьярда Кіплінга із збірки Книга джунглів — циклу оповідань про людське дитинча Мауглі, яке потрапило в джунглі і виховане зграєю вовків. В ньому оповідається про те, як Мауглі потрапив у вовчу зграю та яким чином Мати вовчиця, Балу, Багіра та Акела уберегли його від пазурів Шер Хана.
Оповідання написане в 1893 році та вперше було опубліковано в січні 1894 року в журналі «St. Nicholas Magazine». Отримавши схвальні відгуки, автор дописав інші оповідання і наприкінці 1894 року видав окремою книжкою свою індійську «The Jungle Book» — збірку історій про джунглі та його звірів. Оповідання «Брати Мауглі» було першим-титульним в усій збірці.
За більш як 100 років цьому оповідання надано було різних форм: від передруків в різних книжкових виданнях — до різних його екранізацій (кіно, фільми, мультфільми); від театральних постановок до художніх циклів. А слово Мауглі ввійшло в світову культуру — ним стали нарікати (назитивати) всіх дітей, які були віднайдені в лісах і які довший час виховувалися тваринами (в тваринному середовищі).

## Головні герої оповіді
- Мауглі — людське дитинча
- Мати вовчиця — вовчиця яка пригріла людьське дитинча.
- Батько вовк — вовк, голова сімейства вовків, куди потрапив Мауглі
- Вовченята — «брати по крові» Мауглі
- Багіра — чорний пантера, наставник Мауглі
- Балу — бурий ведмідь, наставник Мауглі
- Акела — ватажок зграї вовків
- Шер Хан — кульгавий тигр, запеклий ворог Мауглі
- Табакі — шакал, помічник Шер Хана

## Сюжет
Батько вовк і мати вовчиця жили в індійських джунглях. Вони були дуже стривожені, що кульгавий тигр Шер Хан полює не на своїй території і, тим самим, може накликати біду на всіх мешканців Джунглів (бо озлоблені люди можуть помститися іншим мешканцям джунглів). Ось, одного разу, коли батько вовк, почувши неподалік свого лігва грізне ревіння тигра, очікував уже на його напад. Але тієї ж миті при вході в лігво появилося голе людське дитинча. Цю безпомічну дитину вовки вирішили пригріти в своїй вовчій сім'ї, чому безмежно раділи малі вовченята, а коли тигр заглянув до печери, вовчиця йому сказала:
|  | Це я Ракша (Сатана), відповідаю тобі! Людське дитинча моє! Чуєш ти Кульгавий!- тільки моє! І його не вб'ють! Воно житиме й бігатиме в нашій Зграї, полюватиме разом з нами..... воно ще полюватиме на тебе! |

Але в джунглях провідали про це, і деякі вовки не захотіли, щоб у їхній зграї мешкала людина. Вони зібралися біля скелі на «вовчу раду», де біля Великого каменя лежав старий Акела, який мав вже близько ста років. На цій раді вони і мали вирішити долю людської дитини. Дійшло до того, що за Мауглі постала лише його «нова» родина, а Мати вовчиця була ладна віддати життя за нього — ставши обороняти його, вона мала зіткнутися з Шер Ханом, який постійно промовляв:
|  | До вас прибилося Людське дитинча. Воно повинно бути моїм! |

Залишати людське дитинча у вовчій зграї погодився наставник вовчої малечі, ведмідь Балу, але тигр не вгамовувався. Та на поміч вовкам прийшов пантера Багіра, яка за законом Джунглів викупила у зграї долю дитинчати — привнісши їм в жертву забитого бика. А напослідок сказала зголоднілому й розчарованому тигрові:
|  | Довше реви... Настане час, коли це голе створіння примусить тебе ревти по-іншому, або я зовсім не знаю людей. |

## Особливості
- Після оповіді Кіплінг додав супроводжуючого вірша-пісню «Hunting-Song of the Seeonee Pack».